# Cécile Beauvoir
Pour les articles homonymes, voir Beauvoir.
Cécile Beauvoir (née en 1967) est une écrivaine française.

## Biographie
Cécile Beauvoir est née en 1967 à Clermont-Ferrand où elle vit et écrit. Après avoir enseigné l’anglais pendant treize ans, elle publie en 2002 son premier recueil de nouvelles, Envie d’amour, aux éditions de Minuit. Viendront ensuite Louise Lullin (roman, Arléa, 2003), Le chemisier (nouvelles, Arléa, 2004), Avec toi (roman, Arléa, 2005), Pieds nus dans le jardin (nouvelles, Le temps qu’il fait, 2007) et Ce vieil air de blues (nouvelles brèves, Le temps qu'il fait, 2011).
« I went to the woods because I did not wish, when I came to die, to see that I had not lived. » (« Je suis parti dans les bois parce que je ne voulais pas, à l’heure de ma mort, me rendre compte que je n’avais pas vécu. »)
Cette phrase de Henry David Thoreau pourrait à elle seule résumer ce qui m’a poussée à écrire, dit-elle. Un profond besoin de retour à soi-même et de dépouillement, un cheminement vers la simplicité  – le désir d’une vie pleinement consciente.
Fortement influencée par la poésie de William Blake et de John Keats, les nouvelles de Katherine Mansfield, il lui importe avant tout de rendre instants, émotions et sensations dans toute leur intensité.
« L’on est ici sans cesse frappé par la densité de l’univers que restitue Cécile Beauvoir. Par le fourmillement des détails, tous chargés de sens, qui depuis toujours paraissent avoir transfiguré et poétisé chaque instant d’une existence ordinaire. Comme une capacité à mettre partout de la beauté, et rendre ainsi le périssable inoubliable, l’inscrire dans l’ordre de la permanence. (…) Cette poétisation du monde n’est en aucune manière synonyme d’une quelconque candeur » J.C. Lebrun, L'Humanité.
« On savoure la limpidité d'écriture, la sobriété, la grande légèreté de plume de l'auteur. Nulle emphase ici, nulle prétention, nul hermétisme. Et le dépouillement ne va pas à l'inverse de la densité. » Alain Feutry, Actualité de la nouvelle.